# Sikorsky S-55
Sikorsky S-55 med kaldenavnet Chickasaw (i USA's forsvar benævnt som H-19 eller UH-19) er en bredt anvendelig helikopter til bl.a. transport- og redningsoperationer, som fløj for første gang 10. november 1949 og blev operationelt taget i brug af det amerikanske militær i 1950. Over 1.000 helikoptere af denne type blev fremstillet af Sikorsky til det amerikanske militær alene. Yderligere 550 blev fremstillet på licens af bl.a. Westland Aircraft i Storbritannien og Mitsubishi i Japan.
I 1957 modtog Flyvevåbnets Eskadrille 722 syv Sikorsky S-55C redningshelikoptere. De blev senere i 1965 erstattet af Sikorsky S-61, som bl.a. havde langt større rækkevidde.